# Myszorówka natalska
Myszorówka natalska (Mastomys natalensis) – gatunek gryzonia z rodziny myszowatych, występujący w Afryce Subsaharyjskiej.

## Klasyfikacja
Gatunek został opisany naukowo w 1834 roku przez A. Smitha na podstawie holotypu z Durbanu w prowincji KwaZulu-Natal w Południowej Afryce. Wyróżnia się kariotypem (32 pary chromosomów, FNa = 52-54); badania chromosomowe potwierdzają, że osobniki z Afryki Południowej należą do tego samego gatunku co zwierzęta z odległego Senegalu.

## Biologia

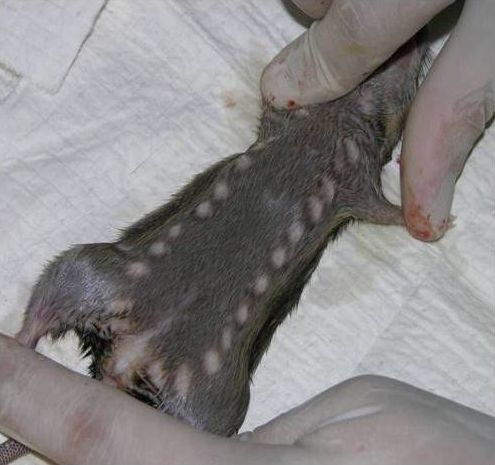
Liczne i wyraźnie zaznaczone sutki u samicy myszorówki natalskiej są charakterystyczną cechą rodzaju Mastomys

Gryzonie te występują praktycznie w całej Afryce Subsaharyjskiej, od Senegalu na zachodzie do Somalii na wschodzie, z wyjątkiem południowo-zachodnich obszarów Namibii, Botswany i RPA; mogą być wręcz najszerzej rozprzestrzenionymi ssakami Afryki. Myszorówki natalskie występują na bardzo różnych wysokościach nad poziomem morza, potrafią dostosować się do antropogenicznych zmian środowiska. W Afryce Środkowej są szczególnie synantropijne, występują tylko na terenach zamieszkanych przez ludzi; trzymają się dróg i często zdarza się, że podróżują w pojazdach.
Gryzonie te są naturalnym rezerwuarem wirusa gorączki Lassa w Afryce Zachodniej. Zidentyfikowano występowanie u nich także czterech innych arenawirusów, które jednak nie są patogenne dla ludzi.

## Populacja
Myszorówki natalskie są bardzo liczne i mają wyjątkowo duży zasięg występowania, w południowym Mali są najczęściej spotykanymi gryzoniami. Występują w różnorodnych środowiskach, nie unikają ludzi; ponadto są obecne w wielu obszarach chronionych. Populacja jest stabilna, nie są znane zagrożenia dla tego gatunku. Jest uznawany za gatunek najmniejszej troski.